# Vĩnh Niệm
Vĩnh Niệm là một phường thuộc quận Lê Chân, thành phố Hải Phòng, Việt Nam.

## Địa lý
Phường Vĩnh Niệm có diện tích 4,74 km², dân số năm 2022 là 31.924 người, mật độ dân số đạt 6.735 người/km².

## Lịch sử
Ngày 20 tháng 12 năm 2002, Chính phủ ban hành Nghị định số 106/2002/NĐ-CP về việc:
- Chuyển xã Vĩnh Niệm thuộc huyện An Hải về quận Lê Chân quản lý.
- Thành lập phường Vĩnh Niệm thuộc quận Lê Chân trên cơ sở toàn bộ 562,66 ha diện tích tự nhiên và 11.202 nhân khẩu của xã Vĩnh Niệm.

Ngày 20 tháng 7 năm 2022, HĐND TP. Hải Phòng ban hành Nghị quyết số 26/NQ-HĐND về việc:
- Sáp nhập tổ dân phố số 4 vào tổ dân phố số 1.
- Thành lập tổ dân phố số 2 trên cơ sở tổ dân phố số 3 và tổ dân phố số 5.
- Thành lập tổ dân phố số 3 trên cơ sở tổ dân phố số 2 và tổ dân phố số 6.
- Thành lập tổ dân phố số 4 trên cơ sở tổ dân phố số 7 và tổ dân phố số 8.
- Thành lập tổ dân phố số 5 trên cơ sở tổ dân phố số 9 và tổ dân phố số 10.
- Thành lập tổ dân phố số 6 trên cơ sở tổ dân phố số 11 và tổ dân phố số 13.
- Thành lập tổ dân phố số 7 trên cơ sở tổ dân phố 12.
- Thành lập tổ dân phố số 8 trên cơ sở 3 tổ dân phố: số 14, số 15, số 16.
- Thành lập tổ dân phố số 9 trên cơ sở tổ dân phố số 17 và tổ dân phố số 18.
- Thành lập tổ dân phố số 10 trên cơ sở tổ dân phố số 19 và tổ dân phố số 20.
- Thành lập tổ dân phố số 11 trên cơ sở tổ dân phố 21.
- Thành lập tổ dân phố số 12 trên cơ sở tổ dân phố số 32 và một phần của tổ dân phố số 22.
- Thành lập tổ dân phố số 13 trên cơ sở một phần của tổ dân phố số 22 và một phần của tổ dân phố số 27.
- Thành lập tổ dân phố số 14 trên cơ sở tổ dân phố số 23 và tổ dân phố số 24.
- Thành lập tổ dân phố số 15 trên cơ sở tổ dân phố số 25 và tổ dân phố số 26.
- Thành lập tổ dân phố số 16 trên cơ sở tổ dân phố số 28 và một phần của tổ dân phố số 27.
- Thành lập tổ dân phố số 17 trên cơ sở tổ dân phố 29.
- Thành lập tổ dân phố số 18 trên cơ sở tổ dân phố số 30 và một phần của tổ dân phố số 31.
- Thành lập tổ dân phố số 19 trên cơ sở một phần của tổ dân phố số 31.
- Thành lập tổ dân phố số 20 trên cơ sở một phần của tổ dân phố số 27.